# Chrysotus neglectus
Chrysotus neglectus är en tvåvingeart som först beskrevs av Christian Rudolph Wilhelm Wiedemann 1817.  Chrysotus neglectus ingår i släktet Chrysotus och familjen styltflugor. Arten är reproducerande i Sverige. Inga underarter finns listade i Catalogue of Life.